# Деглан, Анри
Жан Анри Деглан (фр. Jean Henri Deglane ; 22 июня 1902, Лимож, Франция — 7 июля 1975, Шамальер, Овернь, Франция) — французский борец греко-римского стиля, чемпион Олимпийских игр.

## Биография
На Летних Олимпийских играх 1924 года в Париже боролся в тяжёлом весе, в категории свыше 82 килограммов. Турнир проводился по системе с выбыванием после двух поражений, а места распределялись соответственно количеству выигранных схваток. Схватка продолжалась 20 минут и если победитель не выявлялся в это время, назначался дополнительный 6-минутный раунд борьбы в партере. В его категории боролись 17 спортсменов.
| Круг  | Соперник         | Страна    | Результат | Основание | Время схватки |
| ----- | ---------------- | --------- | --------- | --------- | ------------- |
| 1     | Поуль Хансен     | Дания     | Победа    | По очкам  | -             |
| 2     | Клас Юханссон    | Швеция    | Победа    | По очкам  | -             |
| 3     | Отто Желки       | Венгрия   | Победа    | По очкам  | -             |
| 4     | Эрнст Нильссон   | Швеция    | Победа    | По очкам  | -             |
| 5     | Раймунд Бадо     | Венгрия   | Победа    | По очкам  | -             |
| Финал | Эдиль Розенгвист | Финляндия | Победа    | По очкам  | -             |

Также являлся чемпионом мира по кэтчу.
Впоследствии жил в Ницце, возглавлял там борцовский клуб Lutte Club Nice. В 1972 году отошёл от дел, в 1975 году умер. В Ницце проводится международный турнир по борьбе памяти Анри Деглана 